# Рябчик императорский
Ря́бчик импера́торский (лат. Fritillāria imperiālis) — вид однодольных цветковых растений, включённый в род Рябчик (Fritillaria) семейства Лилейные (Liliaceae).

## Ботаническое описание

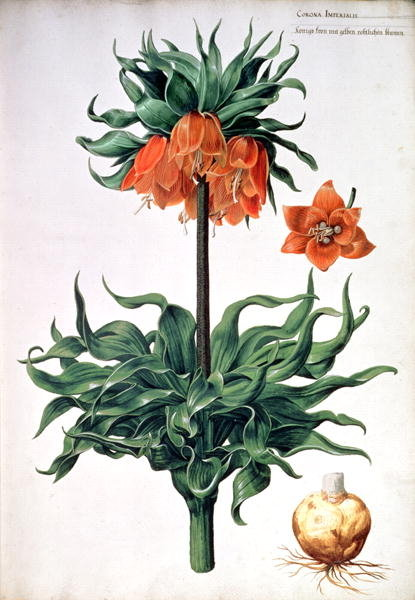
Ботаническая иллюстрация П. фан Кувенхорна, около 1630 года

Рябчик императорский — многолетнее луковичное травянистое растение, иногда достигающее 1,5 м в высоту. Луковица почти шаровидной формы, до 10 см в диаметре, с резким запахом.
Листья ланцетовидные, расположены на стебле в трёх — четырёх мутовках по четыре — восемь.
Прицветники многочисленные, в количестве до 20, расположенные над соцветием. Цветки в числе трёх — пяти, в одиночном зонтичном соцветии на верхушке побега. Околоцветник колокольчатый, красного или оранжевого цвета (у многих декоративных форм жёлтый), до 5,5 см длиной. Пестик до 4,5 см длиной, трёхраздельный.
Плод — крылатая коробочка.
Число хромосом 2n = 24.

## Ареал и значение
Естественный ареал рябчика императорского — от юга Турции на западе до северо-запада Индии (Кашмир) на востоке.
Рябчик императорский издавна выращивается в качестве декоративного садового растения в Европе и Северной Америке. Созданы многочисленные декоративные сорта, отличающиеся размером и окраской цветков. В 1993 году желтоцветковый сорт 'Maxima Lutea' стал обладателем премии Award of Garden Merit, в 2012 году этой премии был удостоен весь вид Fritillaria imperialis.

## Таксономия
|  |                                      |  |                                                         |                                                         |                    |  | ещё 9 семейств (согласно Системе APG III) | ещё 9 семейств (согласно Системе APG III) |                          |  |  |  | ещё около 140 видов |
|  |                                      |  |                                                         |                                                         |                    |  | ещё 9 семейств (согласно Системе APG III) | ещё 9 семейств (согласно Системе APG III) |                          |  |  |  | ещё около 140 видов |
|  |                                      |  |                                                         | порядок Лилиецветные                                    |                    |  |                                           |                                           | род Рябчик               |  |  |  |                     |
|  |                                      |  |                                                         | порядок Лилиецветные                                    |                    |  |                                           |                                           | род Рябчик               |  |  |  |                     |
|  | отдел Цветковые, или Покрытосеменные |  |                                                         |                                                         | семейство Лилейные |  |                                           |                                           | вид Рябчик императорский |  |  |  |                     |
|  | отдел Цветковые, или Покрытосеменные |  |                                                         |                                                         | семейство Лилейные |  |                                           |                                           |                          |  |  |  |                     |
|  |                                      |  | ещё 58 порядков цветковых растений (по Системе APG III) | ещё 58 порядков цветковых растений (по Системе APG III) |                    |  |                                           | ещё 15 родов                              | ещё 15 родов             |  |  |  |                     |
|  |                                      |  |                                                         | ещё 58 порядков цветковых растений (по Системе APG III) |                    |  |                                           |                                           | ещё 15 родов             |  |  |  |                     |

### Синонимы
- Fritillaria aintabensis Post, 1895
- Fritillaria chitralensis B.Mathew, 1996

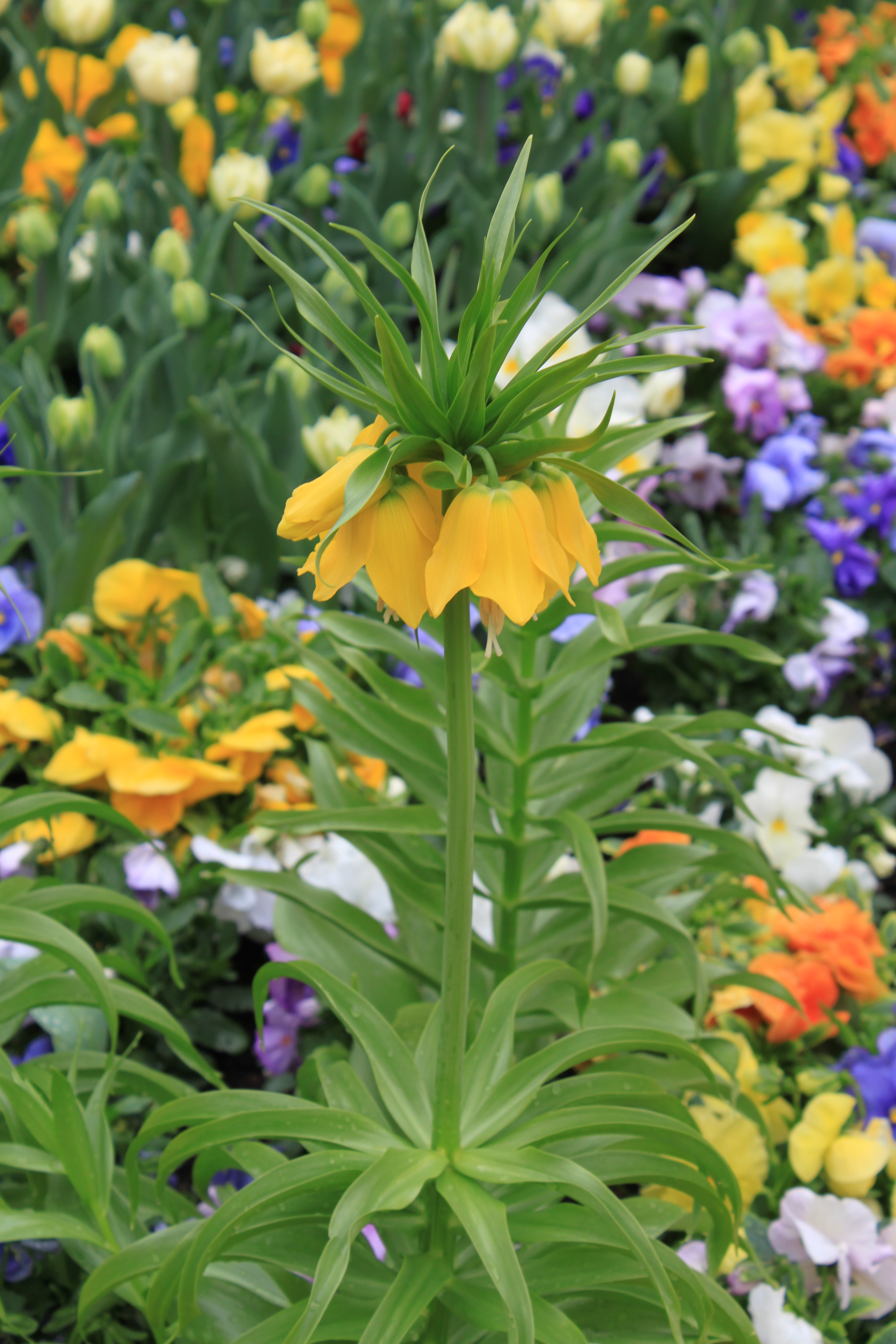

- Fritillaria corona-imperialis Gaertn., 1788
- Imperialis comosa Moench, 1794
- Imperialis coronata Dum.Cours., 1811
- Imperialis superba Mirb., 1804
- Lilium persicum E.H.L.Krause, 1906
- Petilium imperiale (L.) J.St.-Hil., 1805